# جزیره کنی (ترانه تیلور سوئیفت)
«جزیره کنی» (انگلیسی: Coney Island) ترانه‌ای است که توسط خواننده-ترانه‌سرای آمریکایی تیلور سوئیفت با حضور گروه موسیقی راک آمریکایی د نشنال ضبط شده‌است. این ترانه نهمین ترک از نهمین آلبوم استودیویی سوئیفت با عنوان همیشگی (۲۰۲۰) است، که در ۱۱ دسامبر ۲۰۲۰ از طریق ریپابلیک رکوردز منتشر شد. این ترانه برای انتشار به عنوان سومین تک‌آهنگ از آلبوم در ۱۸ ژانویه ۲۰۲۱ برنامه‌ریزی شده‌است. «جزیره کنی» را سوئیفت، ویلیام بوری و اعضای د نشنال آرون دسنر و برایس دسنر نوشته‌اند و توسط هر دو اعضای گروه تهیه شده‌است.

## پیش زمینه
تیلور سوئیفت در آلبوم فولکلور در سال ۲۰۲۰ با آرون دسنر همکاری کرده بود، یک آلبوم فولکلور ایندی که از تولید پاپ پرفراز و نشیب انتشارهای قبلی اش خارج می‌شود. . او و دسنر دوباره در آلبوم بعدی سوئیفت یعنی همیشگی کار کردند که یک «رکورد خواهر» برای فولکلور بود. این بار آن‌ها با برایس دسنر، برادر دوقلوی آرون دسنر نیز کار می‌کردند.
برادران دسنر برخی از سازهای ساخته شده برای گروهشان به نام د نشنال را به سوئیفت فرستادند. یکی از آنها چیزی بود که تبدیل به «جزیره کنی» می‌شد سوئیفت و دوست پسرش جو آلوین بازیگر انگلیسی اشعار آن را نوشتند، و آن را با آوازهایش ضبط کردند. پس از گوش دادن به دمو، برادران دسنر مشاهده کردند که این ترانه احساس ارتباط زیادی با د نشنال دارد، و مت برنینگر (خواننده اصلی د نشنال) را تصور کرد که آن را می‌خواند، و برایان دوندورف (درامر د نشنال) طبل‌هایش را می‌نوازد. آرون دسنر به برنینگر اطلاع داد که برای این ایده «هیجان زده» بود. گروه مونتاژ، دوندورف نواختن درامز، در حالی که برادرش اسکات دوندورف نواختن بیس و پیانو؛ برایس دسنر هم به تولید این آهنگ کمک کرد.